# Noémi Tóth
Noémi Tóth, née le 7 juin 1976 à Szentes, est une poloïste internationale hongroise naturalisée italienne. Elle remporte la médaille d'or lors Jeux olympiques d'été de 2004 avec l'équipe d'Italie.

## Palmarès

### En sélection
- Hongrie
  - Championnat du monde :
    - Vainqueur : 1994.

- Italie
  - Jeux olympiques :
    - Médaille d'or : 2004.

  - Championnat du monde :
    - Finaliste : 2003.